# 속곳
속곳이란 한복의 속옷을 일컫는 말로서 여인들이 치마를 입을 시 밑에 받쳐 입은 속옷의 종류를 말한다. 속곳에는 여러 종류가 있었고 왕족이 입는 속옷 치마는 따로 대슘치마라는 것이 존재했다. 속옷의 종류가 아주 발달한 한복에서는 그 입는 순서도 정해져 있어 다리속곳→ 속속곳 → 바지 → 단속곳 순으로 다리속곳을 가장 안쪽에 입었고 맨 겉에 올라오는 속옷의 종류가 단속곳이다. 단속곳의 다른 이름이 고쟁이라 생각하면 된다.
속곳은 속옷이기에 통풍을 좋게 하기 위하여 명주, 무명 등 면직물을 사용해 지어 입기 편하게 했다. 고쟁이, 즉, 속곳의 경우 그 역사는 고구려까지 올라가며 벽화에도 나타난다. 
1959년 성인 외설 잡지였던 야담과 설화를 인용해서 속곳, 고쟁이가 몽고 군인들이 강간하기 위해 만들어진 치욕의 옷이라고 하는 거짓된 정보가 올라 왔으나 전혀 사실 무근이며 야담과 설화 자체가 선정적인 글을 게시하여 독자들이 구입하게 할려 헀던 성인 외설 잡지로서 터무니없는 글로 고소를 당하거나 폐간이 되었던 잡지이다.

## 참고자료
- 왕실 장서각 도서관 -검색어 : 속곳
- 한국의 의복[깨진 링크(과거 내용 찾기)] 한국브래태니커 2011-08-03 검색해봄.
- 고쟁이[깨진 링크(과거 내용 찾기)] 한국브래태니커
- 고쟁이와 속곳[깨진 링크(과거 내용 찾기)] 국가지식포털 검색자료를 종합하여 참고함